# Sieci
Sieci (do 30 lipca 2017 „W Sieci”) – polski tygodnik społeczno-polityczny o profilu konserwatywnym, tworzony w większości przez byłych dziennikarzy „Uważam Rze” i „Rzeczpospolitej”, wydawany od 26 listopada 2012 w Warszawie. Redaktorem naczelnym jest Jacek Karnowski. Pismo tworzone jest we współpracy z portalem wPolityce.pl oraz wNas.pl, wGospodarce.pl, wSumie.pl, stefczyk.info, gazetabankowa.pl i tygodnikpodlaski.pl oraz telewizją wPolsce24 (dawniej wPolsce.pl).

## Historia
Pomysł powstania tygodnika „W Sieci” zrodził się po zwolnieniu z redakcji gazety „Rzeczpospolita” jej redaktora naczelnego Tomasza Wróblewskiego, szefa działu krajowego Mariusza Staniszewskiego oraz dziennikarzy Łukasza Warzechy i Cezarego Gmyza, w związku z opublikowaniem artykułu tego ostatniego Trotyl na wraku tupolewa. Niedługo po ukazaniu się pierwszego numeru „wSieci” z redakcji pisma „Uważam Rze” usunięto jego redaktora naczelnego Pawła Lisickiego i jego zastępcę Michała Karnowskiego za udzielenie poparcia dziennikarzom zwolnionym przez wydawcę „Rzeczpospolitej”. Na znak protestu z tygodnika odeszła większość publicystów i dziennikarzy, z których część przeszła do „wSieci”.
Pierwszy numer pisma ukazał się 26 listopada 2012 roku, w formie dwutygodnika. Natomiast od 31 grudnia 2012 pismo ukazuje się jako tygodnik. 29 listopada 2012 spółka Fratria wydająca „wSieci” poinformowała o konieczności dodruku pierwszego numeru z powodu dużego zainteresowania czytelników i sprzedania całego nakładu wynoszącego 150 tys. egzemplarzy. Wraz z upływem czasu nakład ustabilizował się na wyżej wymienionym poziomie. W 2015 roku odpowiedzialna za wydanie pisma Fratria odnotowała 31,3 mln zł przychodu, a w 2016 roku – 34 mln zł oraz 2,9 mln zł zysku netto.
Nazwę pisma Jacek Karnowski uzasadniał następująco:

Sieć jest światem, w którym powstał tzw. drugi obieg informacyjny. Nie tylko informacyjny, ale także i komentatorski. Sieć to jednak morze informacji. Jak się w niej zorientować? Jak wybrać to, co naprawdę ważne? Pomagają w tym dobre portale informacyjno-publicystyczne: wPolityce.pl, stefczyk.info, wNas.pl i wGospodarce.pl.

5 marca 2013 Sąd Okręgowy w Warszawie na wniosek Grzegorza Hajdarowicza, właściciela wydawcy „Rzeczpospolitej” i „Uważam Rze”, wydał zakaz wydawcy tygodnika „W sieci” używania tego tytułu. Uzasadnieniem wniosku jest fakt, że w wersji internetowej dziennika „Rzeczpospolita” znajduje się rubryka o nazwie „W sieci opinii”. Od tego dnia czasopismo zmieniło swą nazwę na „Sieci”. Na przełomie lipca i sierpnia 2013 sąd oddalił wniosek Grzegorza Hajdarowicza, po czym tygodnik powrócił do pierwotnej nazwy „wSieci”.
Od maja 2013 równolegle z pismem jest wydawany miesięcznik historyczny „W Sieci Historii” (do sierpnia analogicznie do tygodnika, pod tytułem Sieci Historii z uwagi na kwestie prawne), którego redaktorem naczelnym jest prof. Jan Żaryn. Od września 2013 do tygodnika dodawany jest dodatek „W Sieci Kultury”, zawierający informacje kulturalne oraz program telewizyjny.
W czerwcu 2016 „W Sieci” zajął czwarte miejsce na liście tygodników opinii o najwyższej sprzedaży (wyżej był „Gość Niedzielny”, „Polityka” i „Newsweek”) – średnia sprzedaż wyniosła około 70 tysięcy egzemplarzy na tydzień i była blisko 14% mniejsza niż w roku poprzednim. W pierwszym kwartale 2016 „W Sieci” osiągnęło również największe wpływy z reklam spółek Skarbu Państwa w kategorii magazyny (ponad 1 000 000 PLN – wg Kantar Media).

## Przychody z reklam spółek skarbu państwa
W 2021 wpływy z reklam spółek skarbu państwa stanowiły 40 proc. przychodów z reklam tygodnika „Sieci”.

## Profil redakcyjny
„Sieci” jest tygodnikiem o profilu konserwatywnym, którego intencją na początku powstania było stworzenie alternatywy wobec uznawanych wówczas za prorządowe mediów liberalnych takich jak „Gazeta Wyborcza” oraz „Newsweek”. Redakcja pisma krytykowała antysocjalną politykę III Rzeczypospolitej, zdaniem redakcji przynależących do „przemysłu pogardy”. Jakkolwiek bracia Karnowscy stanowczo twierdzili, że nie popierają żadnej konkretnej partii politycznej, szczególnym zainteresowaniem darzyli polityków Prawa i Sprawiedliwości, z którymi od roku 2013 przeprowadzali liczne wywiady. Jak twierdził Tomasz Mielczarek, „wSieci” w wyborach prezydenckich w 2015 roku opowiedziało się za Andrzejem Dudą, o czym miał świadczyć wywiad z prezydentem elektem pod tytułem Udał nam się Duda oraz wydany dzień przed wyborami numer specjalny z tytułem Dam radę i wizerunkiem Dudy w tle. Na łamach pisma pojawiały się jednak również rozmowy z politykami Sojuszu Lewicy Demokratycznej – Leszkiem Millerem oraz Magdaleną Ogórek.
W latach 2012–2015 przedmiotem krytyki pisma byli przedstawiciele partii Platforma Obywatelska, między innymi Donald Tusk oraz Bronisław Komorowski, a także osobowości medialne takie jak Adam Michnik oraz Tomasz Lis. Po 2015 roku pismo publikowało również artykuły sprzeciwiające się „ideologii gender” i napływowi uchodźców do Europy w związku z kryzysem imigracyjnym. Badanie przeprowadzone przez Mielczarka w 2018 roku wskazywało, że zawartość tygodnika składa się zarówno z „tekstów złożonych i niekiedy wyrafinowanych adresowanych do elit”, jak i „materiałów właściwych dla tabloidów”.

## Zespół redakcyjny
Redaktorem naczelnym został Jacek Karnowski. W zespole redakcyjnym pisma znaleźli się stali komentatorzy, publicyści, felietoniści, m.in.: Michał Karnowski, Dorota Łosiewicz, Łukasz Warzecha, Marzena Nykiel, Marek Pyza, Marcin Wikło, Maciej Goniszewski, Jerzy Jachowicz, Piotr Zaremba, Witold Gadowski, Krzysztof Feusette, Krzysztof Czabański, Grzegorz Górny, Robert Mazurek, Igor Zalewski, Wiktor Świetlik, Leszek Długosz, Maciej Pawlicki, Ryszard Makowski, Grzegorz Kostrzewa-Zorbas, Krzysztof Masłoń, Piotr Cywiński, Maja Narbutt, Paweł Burdzy, Marcin Fijołek, Stanisław Żaryn, Łukasz Adamski, Andrzej Rafał Potocki, Marek Król, Waldemar Łysiak, Stanisław Janecki, Marta Kaczyńska (od lipca 2014).
Z pismem współpracują graficy i rysownicy: Andrzej Krauze, Bartosz Sztybor, Rafał Zawistowski, Michał Korsun, Marek Oleksicki, Emil Goska, Jakub Kulawczuk i Robert Dziaman (MrDonk i DrFish).
Ponadto współpracownikami pisma zostali: Krzysztof Ziemiec, Roman Graczyk, prof. Andrzej Nowak, Kamila Łapicka, Janusz Rewiński.
Pod koniec września 2013 do redakcji tygodnika dołączyli: Katarzyna Łaniewska, Jan Pietrzak i Tomasz Łysiak, a w grudniu tego samego roku Jan Maria Rokita.

## NagrodaCzłowiek Wolności
W sierpniu 2013 redakcja ogłosiła wśród czytelników plebiscyt. Laureatami nagrody Człowiek Wolności tygodnika „W Sieci” zostali wybrani:

- 2013: Krzysztof Szwagrzyk[43]
- 2014: Jarosław Marek Rymkiewicz[44]
- 2015: Andrzej Duda[45]
- 2016: Jarosław Kaczyński[46]
- 2017: Julia Przyłębska[47]
- 2018: Piotr Gliński[48]
- 2019: Mateusz Morawiecki[49]
- 2020: Daniel Obajtek[50]
- 2021: Jarosław Kaczyński[51]
- 2022: Mariusz Błaszczak[52]
- 2023: Adam Glapiński[53]
- 2024: Karol Nawrocki

## Telewizja w Polsce
W czerwcu 2017 roku, w siódmą rocznicę powstania portalu wPolityce.pl, redakcja we współpracy z dziennikarzami portalu wPolityce.pl uruchomili telewizje internetową wPolsce.pl. Stworzenie kanału zainaugurowano wywiadem z ówczesną premier Beatą Szydło. Studio wPolsce.pl zbudowano w newsroomie „W Sieci” i wPolityce.pl. 2 września 2024 roku telewizja zmieniła nazwę z wPolsce.pl na wPolsce24.

## Kontrowersje
W październiku 2013 tygodnik zamieścił okładkę przedstawiającą dziennikarza Tomasza Lisa w mundurze SS-mana z zakrwawionym różańcem w ręku, opatrzoną podpisem Prawie jak Goebbels. Lis pozwał redakcję tygodnika, a do samego pozwu przychylił się Sąd Okręgowy w Warszawie, nakazując redakcji tygodnika wypłatę 20 tysięcy złotych na cele społeczne oraz przeprosiny na łamach pisma. Redakcja nie złożyła apelacji od wyroku. Za ten sam numer, w którym tekst artykułu poświęconego atakom dziennikarzy na Kościół katolicki zilustrowany zdjęciem Moniki Olejnik, ona również złożyła pozew. Wyrokiem Sądu Okręgowego w Warszawie z lutego 2016 uznano rację Olejnik, a tygodnik „W Sieci” został ukarany koniecznością złożenia przeprosin na łamach pisma oraz wypłaty 25 tysięcy złotych na cele społeczne. W grudniu 2015 roku na okładce tygodnika ówczesny redaktor naczelny programu „Wiadomości” TVP1 Piotr Kraśko został przedstawiony w mundurze oraz tytułem „Medialny zamach stanu” i w ten sposób pismo porównało ówczesnego szefa programu do reżimowych dziennikarzy „Dziennika Telewizyjnego” z czasów stanu wojennego w Polsce. 1 lipca 2019 tygodnik Sieci wydał okładkę z Pawłem Adamowiczem, Aleksandrą Dulkiewicz i Donaldem Tuskiem i podpisem Czy Gdańsk chce do Niemiec?, w związku z czym Aleksandra Dulkiewicz złożyła pozew do sądu przeciw tygodnikowi.